# Adriaan Paulen
Adriaan Paulen, ook wel Ad Paulen, (Haarlem, 12 oktober 1902 – Eindhoven, 9 mei 1985) was een Nederlands atleet, sportbestuurder en verzetsstrijder tijdens de Tweede Wereldoorlog.

## Sporter
Paulen, in de jaren direct na de Eerste Wereldoorlog een van Nederlands bekendste atleten, hield oorspronkelijk meer van voetballen. Van jongs af aan speelde hij bij de HFC Haarlem. Paulen was een razendsnelle rechtsbuiten, maar moest op zijn achttiende stoppen wegens een meniscusblessure. Hij vond dat doodzonde en zou zijn hele leven verknocht blijven aan het voetbal en speciaal de club uit Haarlem.
Paulen behaalde in de jaren twintig in totaal zes Nederlandse titels. Hij blonk vooral uit op de 400 m en de middellange afstanden. In 1920 veroverde hij op slechts zeventienjarige leeftijd met een tijd van 1.56,3 een zevende plaats in de finale van de 800 m op de Olympische Spelen van Antwerpen. Hij was de eerste Nederlandse atleet die een olympische finale wist te bereiken. Van tevoren had niemand dit van de 'praatjesmaker' verwacht, die zich met 1.58,6 voor de Spelen had gekwalificeerd. Overigens werd zijn in Antwerpen gelopen tijd niet als Nederlands record erkend, omdat de KNAU tot 1932 weigerde om in het buitenland geleverde prestaties als nationaal record te erkennen. Vooral Paulen werd van dit beleid de dupe, omdat hij in het buitenland diverse malen prestaties leverde die beter waren dan de geldende records. Enkele ervan zijn later alsnog als nationaal record erkend.
Met minder succes deed hij ook mee aan de Spelen van 1924 (400 en 800 m) en 1928 (400 en 800 m + 4 × 400 m estafette). Aansluitend aan de Spelen in Parijs, op 25 juli 1924, was 'Adje' Paulen de eerste die in het in 1922 geopende Bislett Stadion te Oslo, tijdens de driedaagse jubileumwedstrijden van de Torshaug Sportsclub, op de 500 m een wereldrecord liep. Hij kwam tot een tijd van 63,8 s, een verbetering van het bestaande record van de Noor Charles Hoff met 1,2 seconde. Paulen werd ervoor beloond met de cup die door Tiedemanns's Tobacco Company was uitgeloofd voor de beste prestatie van het toernooi.
Naast atletiek en voetbal deed Paulen ook aan cricket, motor- en autosport. Hij reed de TT van Assen en was van 1934 tot 1952 een vaste deelnemer aan de Rally van Monte Carlo. Daarin was een elfde plaats zijn beste klassering.

### Nederlandse kampioenschappen
| Onderdeel | Jaar                   |
| --------- | ---------------------- |
| 400 m     | 1920, 1921, 1923, 1926 |
| 800 m     | 1920, 1922             |

## Persoonlijke records
| Onderdeel | Prestatie | Datum        | Plaats     |
| --------- | --------- | ------------ | ---------- |
| 400 m     | 48,2 s    | 12 juli 1924 | Parijs     |
| 800 m     | 1.55,1 s  | 10 juli 1923 | Kopenhagen |

## Werkzaamheden en verzetsactiviteiten
Adriaan Paulen, schoonzoon van de Haarlemse socialistische voorman Mr. Jan Gerritsz, ging in 1929 als mijnbouwkundig ingenieur werken bij de Staatsmijnen. Hij was in die periode lid van de SDAP. In de zomer van 1940 sloot hij zich aan bij de Nederlandsche Unie, een politieke beweging onder leiding van J. de Quay, J. Linthorst Homan en L. Einthoven. Toen in september 1940 de directie van de Staatsmijnen bij de Nederlandse Unie aandrong op een gesprek met het fascistische Nationaal Front, teneinde de invloed van de NSB in Limburg terug te dringen, schoof de directie Paulen naar voren als bemiddelaar.

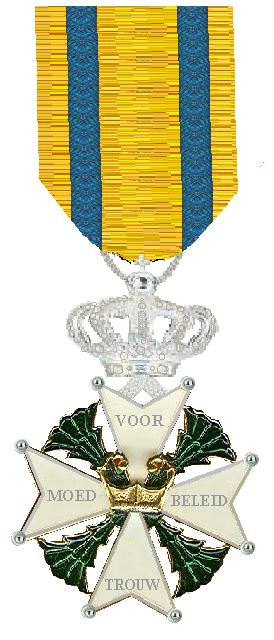
MWO

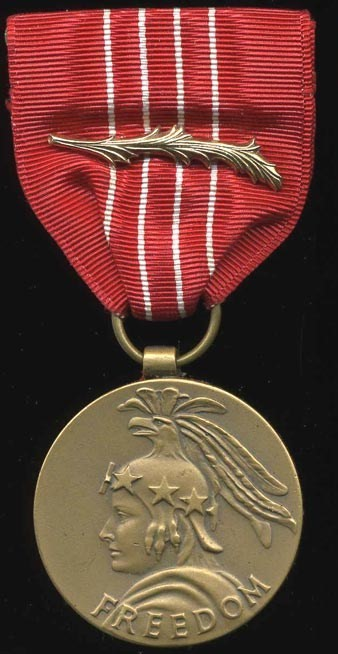
Medal of Freedom met palm

De besprekingen mislukten echter, mede omdat het Front onverkort vasthield aan zijn eis van een fusie, waarbij A. Meijer, de leider van het Front, ook van de organisatie die na de fusie zou ontstaan, de onbetwiste leider wilde zijn. Van de zijde van de Unie waren er vooral grote bezwaren tegen het antisemitische karakter van het Front. Daarbij blijkt Paulen zich het scherpst te hebben afgezet tegen het gedachtegoed van Meijer en de zijnen.
Beide organisaties werden ten slotte aan het eind van 1941 door de Duitse bezetter verboden.
Bij de mijnstakingen, eind april - begin mei 1943, werd Paulen, samen met andere directieleden van de mijnen, door de Duitsers gevangengenomen. De directies weigerden de namen van de stakers te noemen. Na diverse verhoren, waarbij hij vreesde voor zijn leven, werd Paulen op 19 mei 1943 overgebracht naar het gijzelaarskamp in St. Michielsgestel. Op 13 juli 1943 kwam hij vrij.
In september 1944 drong hij door de Duitse linies heen om de oprukkende Amerikaanse troepen bij te staan. Door zijn goede kennis van de omgeving van Valkenburg en de Duitse verdedigingswerken en zijn goede kennis van de Engelse taal (hij had een Engelse moeder) werd hun opmars zeer vergemakkelijkt.
Later merkte hij hierover op: "Allemaal prachtig natuurlijk, maar midden in een veldslag boven op een tank gaan zitten heeft natuurlijk niets met heldendom te maken." Anderen vonden van wel, want na de oorlog ontving Paulen uit handen van Prins Bernhard hiervoor de Militaire Willems-Orde 4e klasse en van de Amerikaanse regering, uit handen van Eleanor Roosevelt, de Medal of Freedom with Bronze Palm.

## Sportbestuurder
Na de oorlog werd Paulen sportbestuurder. Van 1944 tot 1964 was hij voorzitter van de KNAU. Bovendien maakte hij van 1951 tot 1965 deel uit van het NOC. Daarna werd hij eerst voorzitter van de Europese en later van de Wereldatletiekbond. Hij was voorzitter van de IAAF van 1976 tot 1981. Hij nam het initiatief tot de invoering van de Wereldkampioenschappen atletiek. Bij zijn afscheid in 1981 ontving Adriaan Paulen uit handen van IOC President Juan Antonio Samaranch de Olympic order in zilver. In de jaren 1987 - 2000 werd in Hengelo de Adriaan Paulen Memorial gehouden, later omgedoopt tot Fanny Blankers-Koen Games. De winnaar van de 800 meter ontvangt een naar Paulen genoemde bokaal.
Paulen werd als bestuurslid van het NOC in 1961 benoemd tot Officier in de Orde van Oranje-Nassau. Elf jaar later, in 1972, volgde zijn benoeming tot Ridder in de Orde van de Nederlandse Leeuw.

## Personalia
Paulen was getrouwd met Margrieta Gerritsz, die in 1987 het oorlogsdagboek uit 1944-1945, dat haar echtgenoot bij had gehouden, leesbaar heeft gemaakt en bewerkt. Het dagboek werd niet uitgegeven, maar is door verschillende historici ingezien en gebruikt als referentiemateriaal.

## Trivia
- In Arnhem (in de wijk Stadseiland) en in Haarlem is een straat naar hem vernoemd.

- Bibliothèque nationale de France: cb169904564 (data)
- International Standard Name Identifier: 0000 0004 5675 2623
- Virtual International Authority File: 41144648202266137577